# Deutsches Liturgisches Institut
Das Deutsche Liturgische Institut (DLI) in Trier ist eine Einrichtung der Deutschen Bischofskonferenz. Es beschäftigt sich mit Fragen der Liturgie der katholischen Kirche in Deutschland und im deutschen Sprachgebiet.

## Geschichte und Aufgaben
Mit einem Satz in seinem Motuproprio Tra le sollecitudine über die Kirchenmusik vom 22. November 1903, in dem er die „aktive Teilnahme an den Mysterien und dem öffentlichen und feierlichen Gebet der Kirche“ fordert, setzte Papst Pius X. den Grundstein für den Beginn der pastoralen Phase der Liturgischen Bewegung. In der Folge der Enzyklika Mediator Dei von Papst Pius XII. (1947), die die Bestrebungen der Liturgischen Bewegung grundsätzlich anerkannte, entstanden in zahlreichen Ländern „Liturgische Institute“.
Das Liturgische Institut in Trier wurde 1947 auf die Initiative von Mitgliedern der Liturgischen Kommission der Fuldaer Bischofskonferenz hin gegründet. Träger der Einrichtung wurde der Verein „Liturgisches Institut“ e. V., der 1989 in „Deutsches Liturgisches Institut“ umbenannt wurde.
In seiner ersten Arbeitsphase war das DLI Mitveranstalter internationaler liturgischer Kongresse und Studientage, die die Funktion der Vorbereitung der Liturgiereform des Zweiten Vatikanischen Konzils hatten. Das Institut, ab 1950 geleitet von Johannes Wagner, trug maßgeblich dazu bei, nach dem Zweiten Vatikanischen Konzil die liturgischen Bücher zu erneuern und die veränderte liturgische Praxis in den Gemeinden zu verankern. Ebenso entstand das Gebet- und Gesangbuch Gotteslob unter Mitwirkung des Deutschen Liturgischen Instituts.
Eine der Hauptaufgaben ist die Grundlagen- und Bildungsarbeit. Dazu bildet seine Bibliothek die notwendigen Voraussetzungen. Die wissenschaftlichen und pastoralen Arbeiten des Instituts beschäftigen sich mit allen Formen des Gottesdienstes. Das Institut versucht die liturgischen Feiern der Menschen in Deutschland und im deutschen Sprachgebiet von heute mit der gottesdienstlichen Tradition und Praxis der katholischen Weltkirche in Einklang zu bringen. Dabei übt sich die Einrichtung in dem Spagat, die nahezu zweitausend Jahre alte Liturgie der katholischen Kirche zu erhalten und im Rahmen der Anforderungen der Ortskirchen zu erneuern. Das Institut operiert an der Schnittstelle von wissenschaftlicher Theologie und liturgischer Praxis, von kirchlichen Institutionen und Gemeinden.
Das Institut gründete im Dezember 2005 die Rennings-Wagner-Stiftung. Stiftungszweck ist die Förderung des Gottesdienstes der katholischen Kirche. Benannt ist die Stiftung nach den zwei früheren Institutsdirektoren Johannes Wagner (ab 1950) und Heinrich Rennings (Direktor von 1985 bis zu seinem Tod 1994), deren Nachlass als Grundstock der Stiftung herangezogen wurde.
Nach der Emeritierung von Prälat Eberhard Amon (1998–2016) wurde der Essener Diözesanpriester Marius Linnenborn neuer Leiter des DLI. Iris Maria Blecker-Guczki ist zuständig für die Reihe Liturgie im Fernkurs, Andreas Poschmann für die Redaktion Liturgische Bücher und Pastoralliturgische Publikationen und Manuel Uder für die Redaktion der Zeitschrift Gottesdienst. Die Planstelle des Kirchenmusikreferenten war seit der Emeritierung von Matthias Kreuels 2015 zunächst vakant. Neuer Mitarbeiter für den Bereich Kirchenmusik ist seit 2017 Axel Simon.

## Projekte

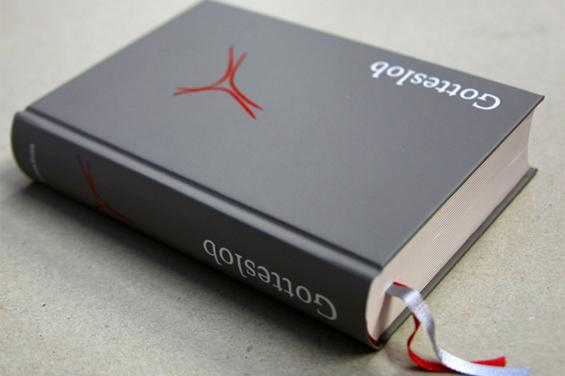
Gotteslob 2013

Nach Beschlüssen der Österreichischen und der Deutschen Bischofskonferenz, in der Nachfolge des Einheitsgesangbuches Gotteslob ein neues Gebet- und Gesangbuch zu erarbeiten, hat die Deutsche Bischofskonferenz im Herbst 2001 eine Unterkommission Gemeinsames Gebet- und Gesangbuch (GGB) der Liturgiekommission errichtet. Das neue GGB, das wieder den Namen Gotteslob trägt, wird seit Advent 2013 schrittweise in den jeweiligen Bistümern eingeführt. Zwischen Advent 2007 und Pfingsten 2008 hatten 186 Pfarrgemeinden aus allen Bistümern Deutschlands und Österreichs die etwa 400 Seiten starke Vorabpublikation für das künftige Gotteslob erprobt.
Das neue GGB wurde, wie schon sein Vorgänger, ab Advent 2013 sukzessive im ganzen deutschsprachigen Raum eingeführt, also in Deutschland, Österreich, Liechtenstein (Erzbistum Vaduz), Luxemburg (Erzbistum Luxemburg), Südtirol (Bistum Bozen-Brixen), in der Deutschsprachigen Gemeinschaft Belgiens (Bistum Lüttich) und in den deutschsprachigen Kirchen weltweit, vor allem in den Niederlanden und Frankreich (Erzbistum Straßburg, Bistum Metz). Eine Ausnahme bilden die deutschsprachigen Bistümer bzw. Bistumsteile der Schweiz, die bereits 1998 ein eigenes, neues katholisches Gesangbuch herausgebracht hatten.

## Bibliothek des Instituts
Die Bibliothek mit zurzeit etwa 60.000 Bänden und 250 Zeitschriften sammelt Quellen und Literatur zur Geschichte, Theologie und Praxis des gesamten liturgischen Lebens. Sie dient der Arbeit der verschiedenen Abteilungen des DLI und ist Seminarbibliothek für das Liturgiewissenschaftliche Seminar der Theologischen Fakultät Trier. Dabei werden neben der römisch-katholischen Kirche auch die anderen christlichen Kirchen des Westens und Ostens sowie das Judentum und der Islam berücksichtigt.
Die Bibliothek steht allen offen, die an Fragen der Liturgie interessiert sind.

## Publikationen
- GottesdienstHilfen
- Zeitschrift Gottesdienst
- Materialbrief praxis gottesdienst (2017 als eigenständige Publikation eingestellt)
- Liturgisches Jahrbuch
- Gemeinsam mit dem Gottesdienstinstitut der Evangelisch-Lutherischen Kirche in Bayern in Nürnberg gibt das Institut jährlich Gottesdienstentwürfe für den Heiligen Abend heraus.

## Balthasar-Fischer-Preis
Im Zweijahres-Turnus vergibt das Institut den Preis in Höhe von 3.000 Euro zur Förderung des wissenschaftlichen Nachwuchses. Ausgezeichnet werden wissenschaftliche Arbeiten wie z. B. Dissertationen, Habilitationen und andere Monographien zur Geschichte, zur Theologie und zur Praxis des christlichen Gottesdienstes. Die Stifter wissen sich dabei dem Andenken Balthasar Fischers (1912–2001) verbunden, der sein Lebenswerk dem Gottesdienst der Kirche gewidmet hat.